# Phare et station de sauvetage de Racine Harbor

Le phare de Racine Harbor (en anglais : Racine Harbor Lighthouse and Life Saving Station), était un phare du lac Michigan situé au port de Racine dans le Comté de Racine, Wisconsin.
Le phare et la station de sauvetage sont inscrits au Registre national des lieux historiques depuis le 9 septembre 1975 sous le n° 75000077.

## Historique

### Le phare
Pour guider les navires dans le port de Racine, le gouvernement fédéral a construit en 1837 le premier phare à l'embouchure de la rivière Root, une tour carrée d'une hauteur de 10 m et une maison de gardien de phare. Ces structures n'existent plus.
Au début des années 1860, la jetée a été agrandie et un nouveau phare et les quartiers du gardien ont été construits sur une plateforme de pierre. Les travaux ont été achevés en 1866 et ont servi pendant 40 ans. En 1903, la lumière a été déplacée de l'ancien phare vers une tour en acier indépendante, et la tour de l'ancien phare a été coiffée d'un toit en pointe.
Identifiant : ARLHS : USA-683  .

### La station de sauvetage
La station de sauvetage a été ajoutée en 1903, un bâtiment de deux étages avec une tour d'observation carrée de trois étages au toit pyramidal. Une partie de la station était un hangar à bateaux. Une équipe de l'United States Life-Saving Service vivait dans cette station et a mené des opérations de recherche et de sauvetage le long de la côte de Milwaukee et dans le lac Michigan.
Après la fermeture du service les bâtiments ont été vendus et sont inclus dans le complexe de la Pugh Marina .

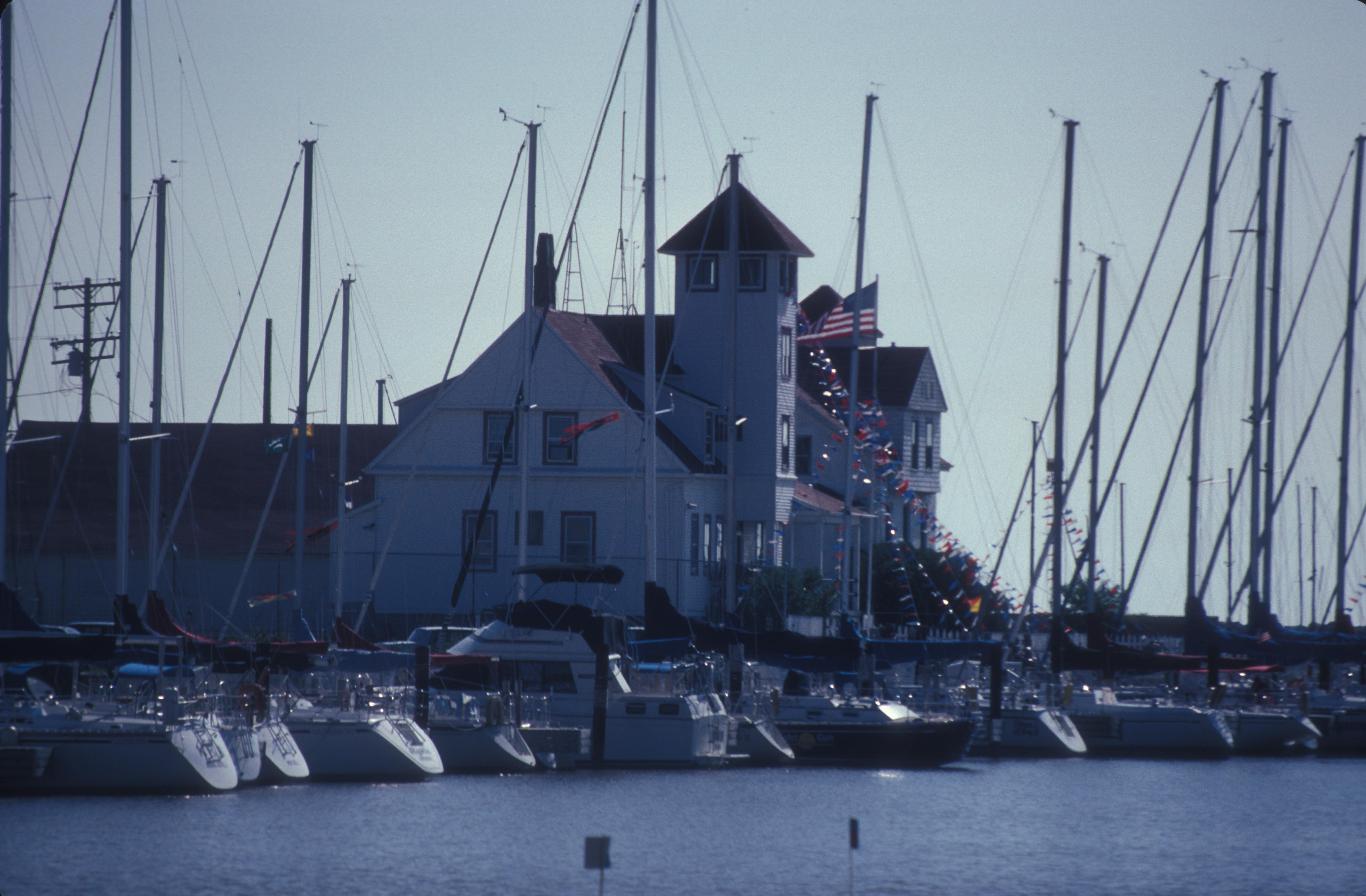
Le phare
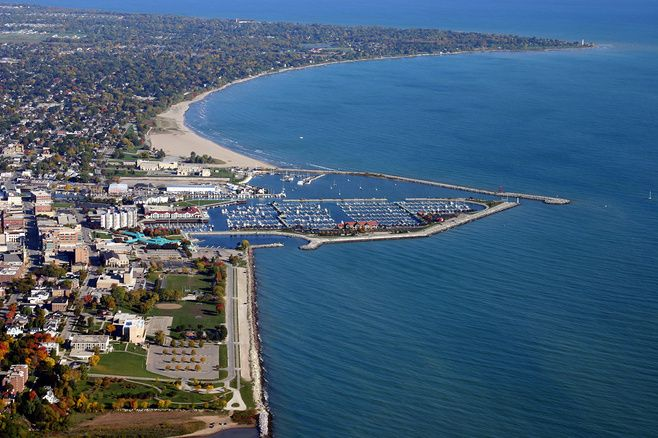
Pugh Marina

### Lien connexe
- Liste des phares du Wisconsin